# Kościelec (Złatna)
Kościelec (846 m) – szczyt w Grupie Pilska w Beskidzie Żywiecko-Orawskim. Znajduje się w północno-zachodnim grzbiecie Wielkiego Gronia biegnącym w kierunku północno-zachodnim do doliny potoku Bystrej, jest od niego jednak oddzielony głęboką przełęczą, na dokładkę grzbiet ten w rejonie przełęczy jest silnie zwężony. Wskutek tego Kościelec wygląda na samodzielny szczyt. Z niemal wszystkich stron opływają go potoki; od północno-wschodniej potok Ze Starej Piły, od północno-zachodniej Bystra, od południowo-zachodniej i południowej potok Kościelec, i tylko wąskim przewężeniem łączy się z grzbietem Wielkiego Gronia. Stoki opadające do Bystrej i do Starej Piły są strome i całkowicie porośnięte lasem, stoki opadające do Kościelca są łagodniejsze i lesiste tylko częściowo. Dawniej, co widać na lotniczych zdjęciach Geoportalu stoki opadające do doliny potoku Kościelec były niemal całkowicie bezleśne, zajęte przez pola miejscowości Złatna, jednak wskutek ich nieużytkowania pola te stopniowo zarastają lasem.
Nazwę Kościelec dla tego szczytu podawał już Andrzej Komoniecki, jest ona też używana przez miejscową ludność i wraz z wysokością podana na mapie Kummersberga z 1855 r. Kościelec znajduje się w granicach wsi Złatna w województwie śląskim, w powiecie żywieckim, w gminie Ujsoły. U podnóży Kościelca, już w dolinie Bystrej znajduje się osiedle Złatnej (kilka domów) i hotel „Nina”.